# صميم البروتين الشحمي بي
صميم البروتين الشحمي بي أو صميم البروتين الدهني بي (بالإنجليزية: Apolipoprotein B)‏ هوَ بروتين يُشَفر بواسطة جين "APOB " في الإنسان.